# 无齿蛤
无齿蛤（学名：Anodontia edentula），又名無齒滿月蛤，是满月蛤目满月蛤科白球蛤亞科無齒蛤屬的一种。

## 分佈
在亞洲主要分佈於南中國海及中国大陆與台湾的海岸；而在印度洋沿岸，則分佈於莫桑比克、南非東岸和南岸、馬達加斯加、毛里裘斯、塞舌爾群島、馬斯克林深海高原等地。

## 棲息地
常栖息在潮间带到浅海的泥沙底层。